# Monthault
Monthault (bretonisch: Brennaod; Gallo: Montaut) ist eine französische Gemeinde mit 250 Einwohnern (Stand: 1. Januar 2022) im Département Ille-et-Vilaine in der Region Bretagne; sie gehört zum Arrondissement Fougères-Vitré und zum Kanton Fougères-2. Die Einwohner werden Monthaltais genannt.

## Geographie
Die Gemeinde Monthault liegt an der Grenze zum Département Manche, etwa 17 Kilometer nördlich von Fougères. An der östlichen und nördlichen Gemeindegrenze verläuft das Flüsschen Lair. Umgeben wird Monthault von den Nachbargemeinden Saint-Hilaire-du-Harcouët im Norden, Saint-Brice-de-Landelles im Nordosten, Louvigné-du-Désert im Osten, Mellé im Süden sowie Saint-Georges-de-Reintembault im Westen.

## Bevölkerungsentwicklung
| Jahr          | 1962 | 1968 | 1975 | 1982 | 1990 | 1999 | 2006 | 2013 | 2020 |
| Einwohner     | 517  | 452  | 387  | 338  | 293  | 249  | 249  | 264  | 248  |
| Quelle: INSEE |      |      |      |      |      |      |      |      |      |

## Sehenswürdigkeiten
- Kirche Saint-Pierre aus der ersten Hälfte des 18. Jahrhunderts, teilweise bereits aus dem 17. Jahrhundert
- Herrenhaus La Chalopais aus dem 18. Jahrhundert
- Kapelle Notre-Dame-de-la-Délivrance
- Kapelle von Le Rocher aus dem Jahre 1877

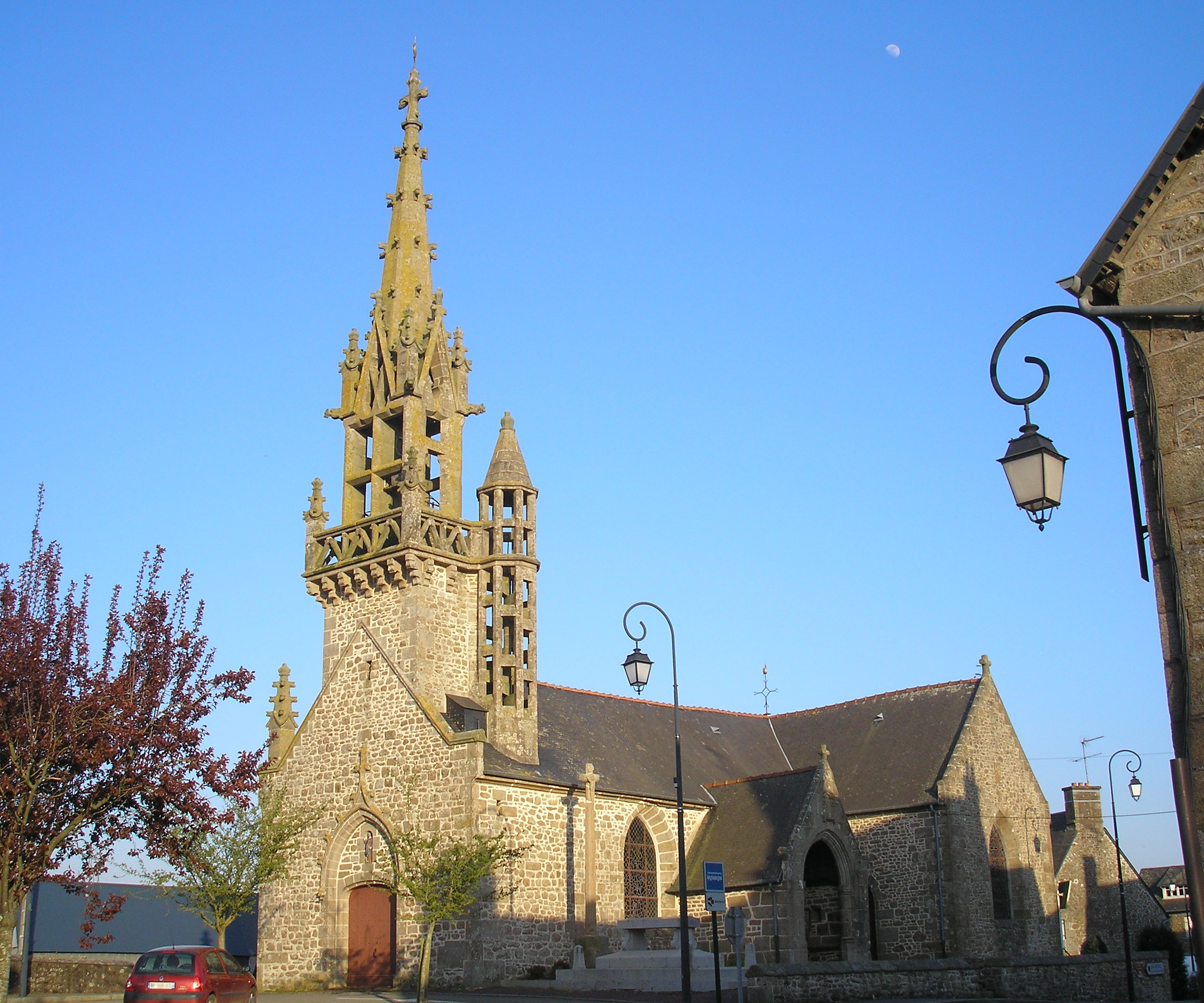
Kirche Saint-Pierre
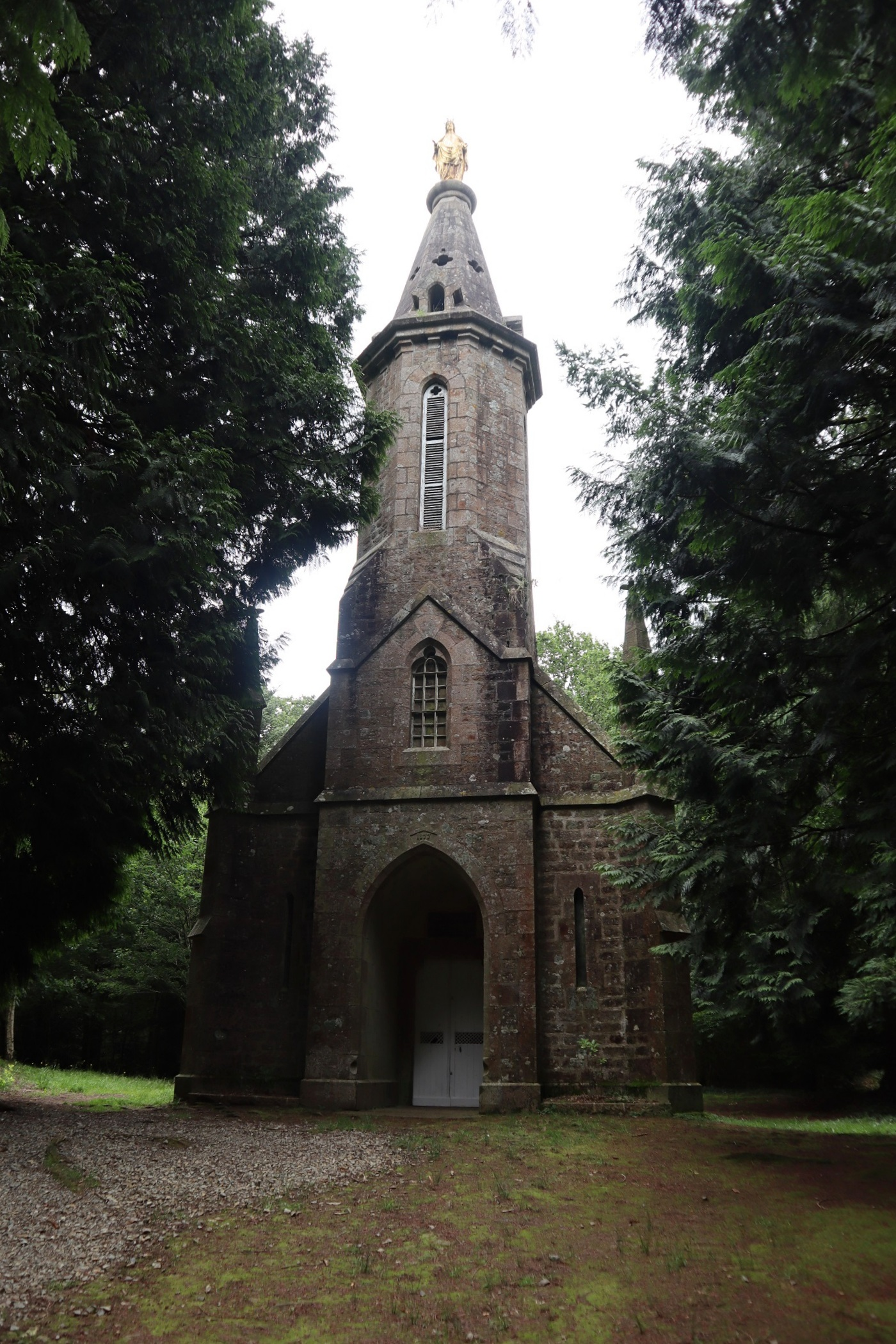
Kapelle Notre-Dame-de-la-Délivrance
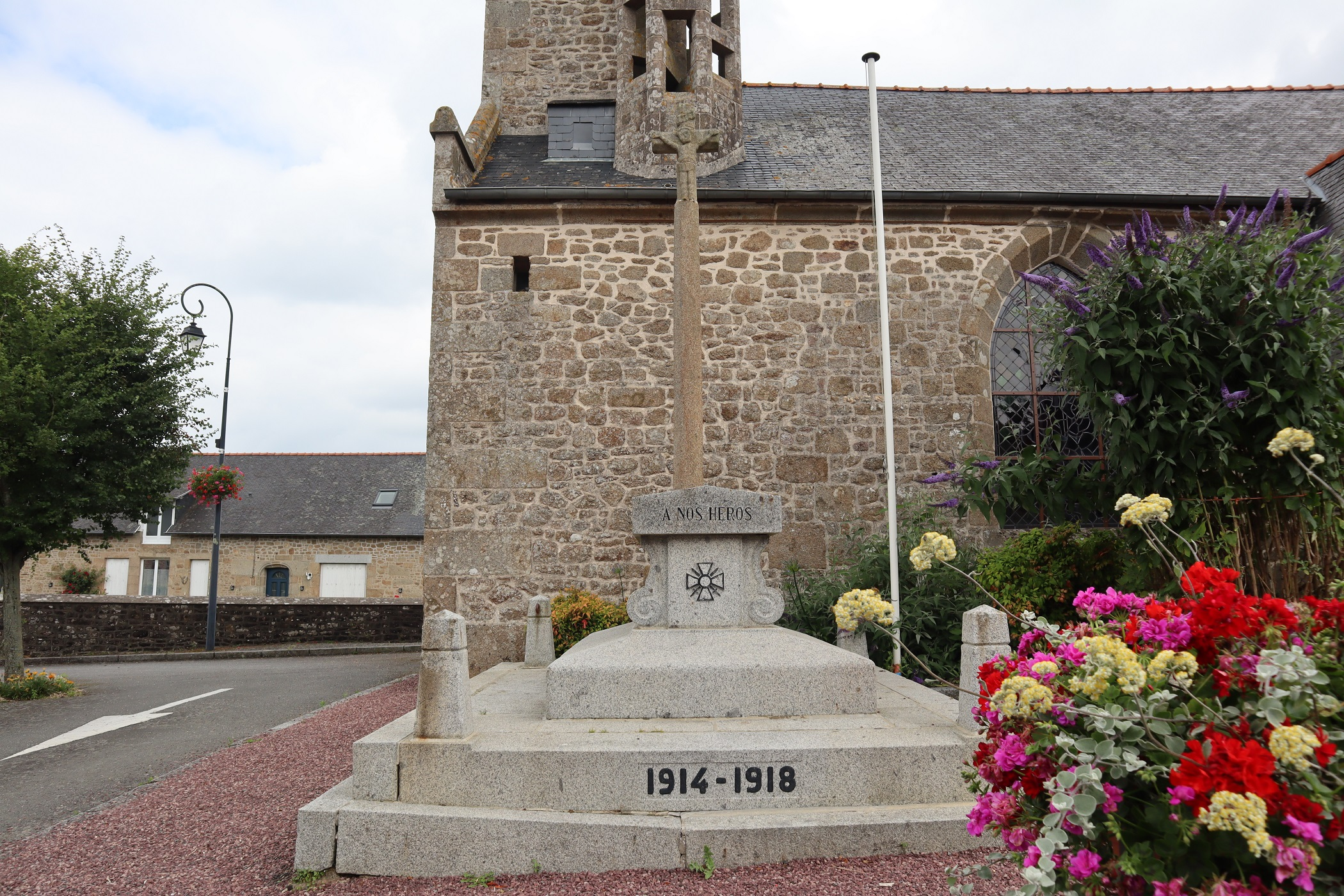
Gefallenendenkmal